# 黄金七城
黄金七城，或者叫锡沃拉七城，是一个在16世纪十分流行的传说，后来成为很多流行文化的主题。根据传说，黄金七城位于新墨西哥普韦布洛人的土地 。这些城市分别是哈维库、 Halona、Matsaki、基维拉（Quivira）、 Kiakima、锡沃拉（Cibola）和Kwakina。 虽然这七座城市经常被提到，但到现在为止并没有这些地点存在的证据。

## 传说的起源
16世纪，黄金七城的谣传开始在新西班牙的西班牙人中流传开来。这个名叫锡沃拉的城市位置在几百公里外的沙漠以北。这个故事可能源于8世纪葡萄牙人在安提利亚远征时在安提利亚岛上发现了7座城市的传说，又或者是1150年摩尔人攻占梅里达故事的演绎。
后来的故事大多是基于西班牙纳尔瓦埃斯远征中4个海难幸存者的报告，留下姓名的幸存者是阿尔瓦·努涅斯·卡韦萨·德·巴卡和一个叫做 Esteban Dorantes 的黑摩尔人奴隶。返回新西班牙以后，这些冒险者声称，他们从土著人那里听说一些城市里藏着数不清的财富。然而，当征服者弗朗西斯科·巴斯克斯·德·科罗纳多在1540年到达锡沃拉城时，他发现这些人说的完全不实。事实上，这里并没有那些骗子们说的宝藏，仅仅只是些有人居住的城镇。
但科罗纳多从城镇里的一个本地人（科罗纳多说他是“土耳其人”）口中又听到了一个谣传——在大平原另一侧一个叫基维拉的地方有很多黄金。然而当科罗纳多最终到达基维拉（位置众说纷纭，有堪萨斯、内布拉斯加、密苏里等不同说法）的时候，他又扑了个空，除了盖着茅草屋的小村子以外，那里什么财宝也没有。

## 流行文化中的黄金七城
- 独立歌手 Tyler Jakes（页面存档备份，存于） 2016年专辑 Mojo Suicide 中的歌曲 Hitchinchilla' to Quivira 取材于科罗纳多的远征。
- 1992年 Craig Baldwin（英语：Craig Baldwin） 主演的电影 ¡O No Coronado! 详细描绘了科罗纳多无功而返的远征，影片中亦展现了当时对美洲印第安人和他们传统土地残暴对待。
- 司各特·奥台尔 所著的小说 国王的五分之一 通过一个青年制图员的视角讲述了这次（虚构的）远征中发生的故事。
- 國家寶藏2 2007電影，講述尋找錫拉沃寶藏。

### 電子游戏
- 美国艺电在1984年发行了電子游戏《黄金七城》。
- 游戏《秘境探險：黃金深淵》用基维拉（黄金七城之一）作为任务的终点。这个游戏也解释了为什么 Marcos de Niza（英语：Marcos de Niza） 会对真实地点撒谎 ，虽然他真的找到了这些城市。
- 游戏《欧陆风云4》的扩展包黄金国中给与了殖民国家在新世界寻找黄金七城的能力。
- 在在回合战略游戏《席德梅尔的殖民统治》（1994）中,探索失落城市的遗迹（地图上的小块）可能会发现锡沃拉七城之一，得到大量的金子。
- 在西部类型游戏 《枪》中，主角是一个1880年代寻找基维拉的地主。
- 在游戏《文明革命》（Xbox 360, PlayStation 3, Nintendo DS）中，玩家可以发现黄金七城。发现黄金七城的玩家会得到200-350金（依时代而变化），用于建造城市、军事单位、定居者（可以建造新的城市）或道路。
- 在回合战略游戏《席德梅尔的文明V》中，西班牙的特殊能力叫做黄金七城，玩家在发现自然奇观的时候可以获得金矿资源加成。